# Benediktweg (Österreich)

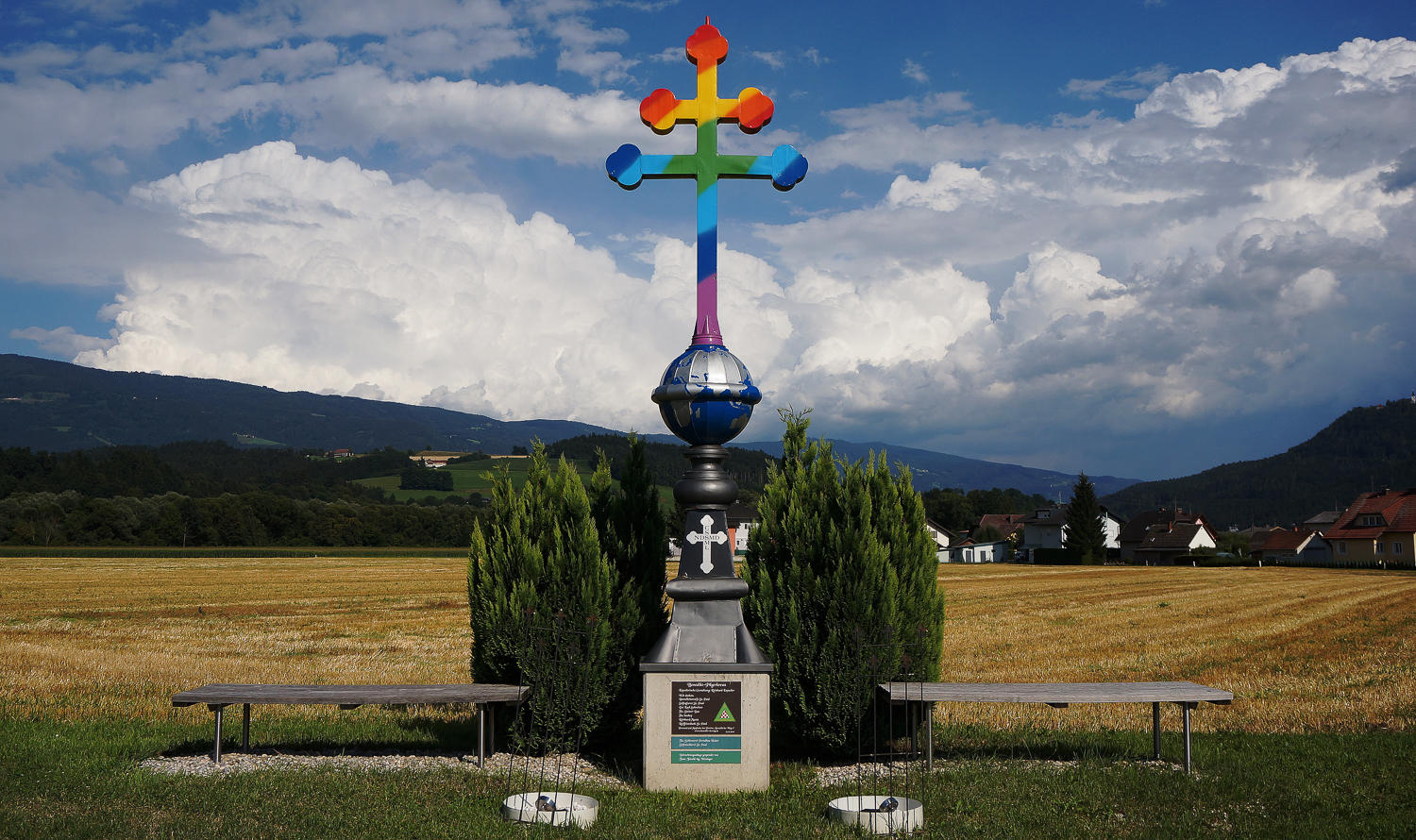
Benedikt Pilgerkreuz, Sankt Paul im Lavanttal, Kärnten

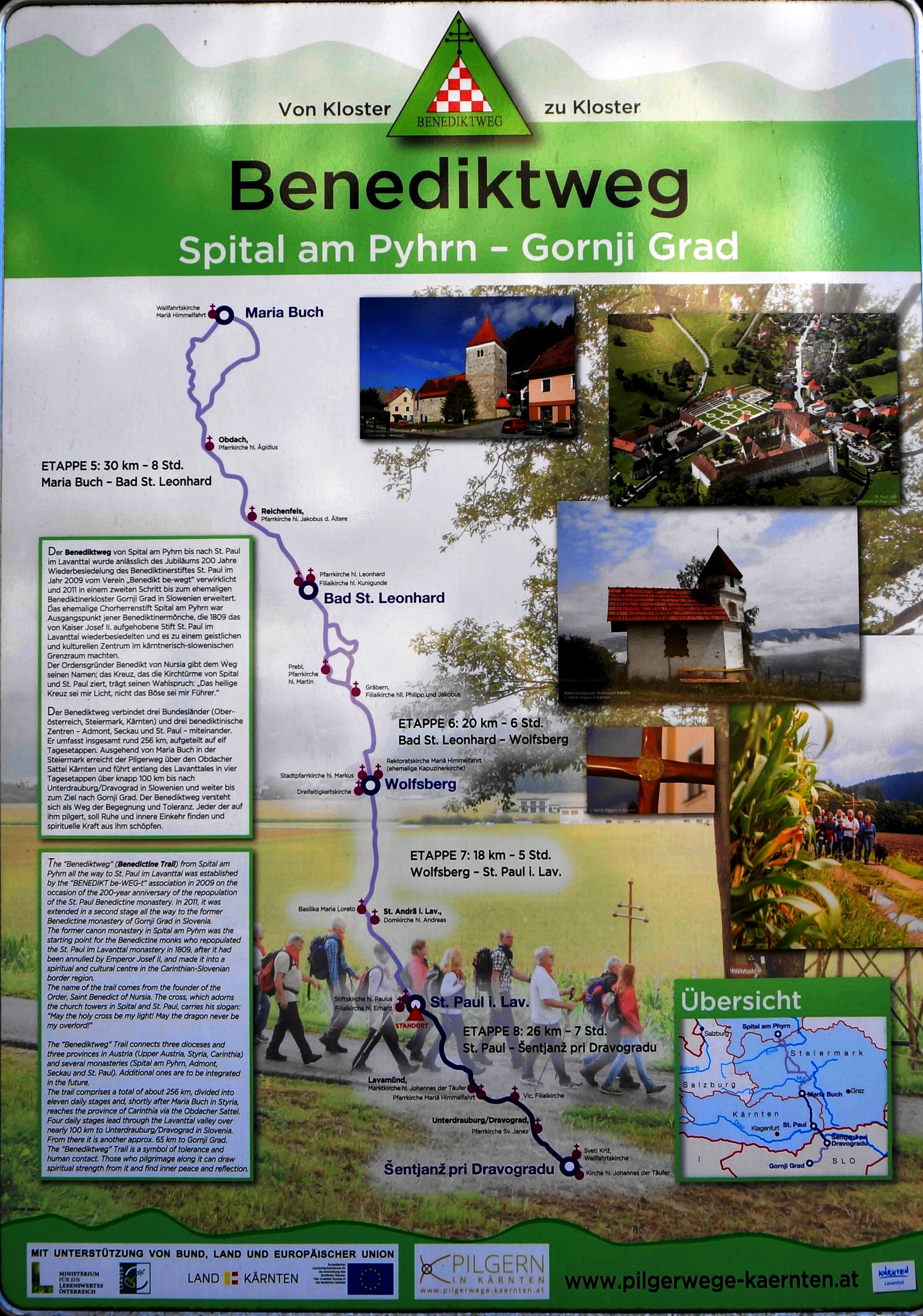

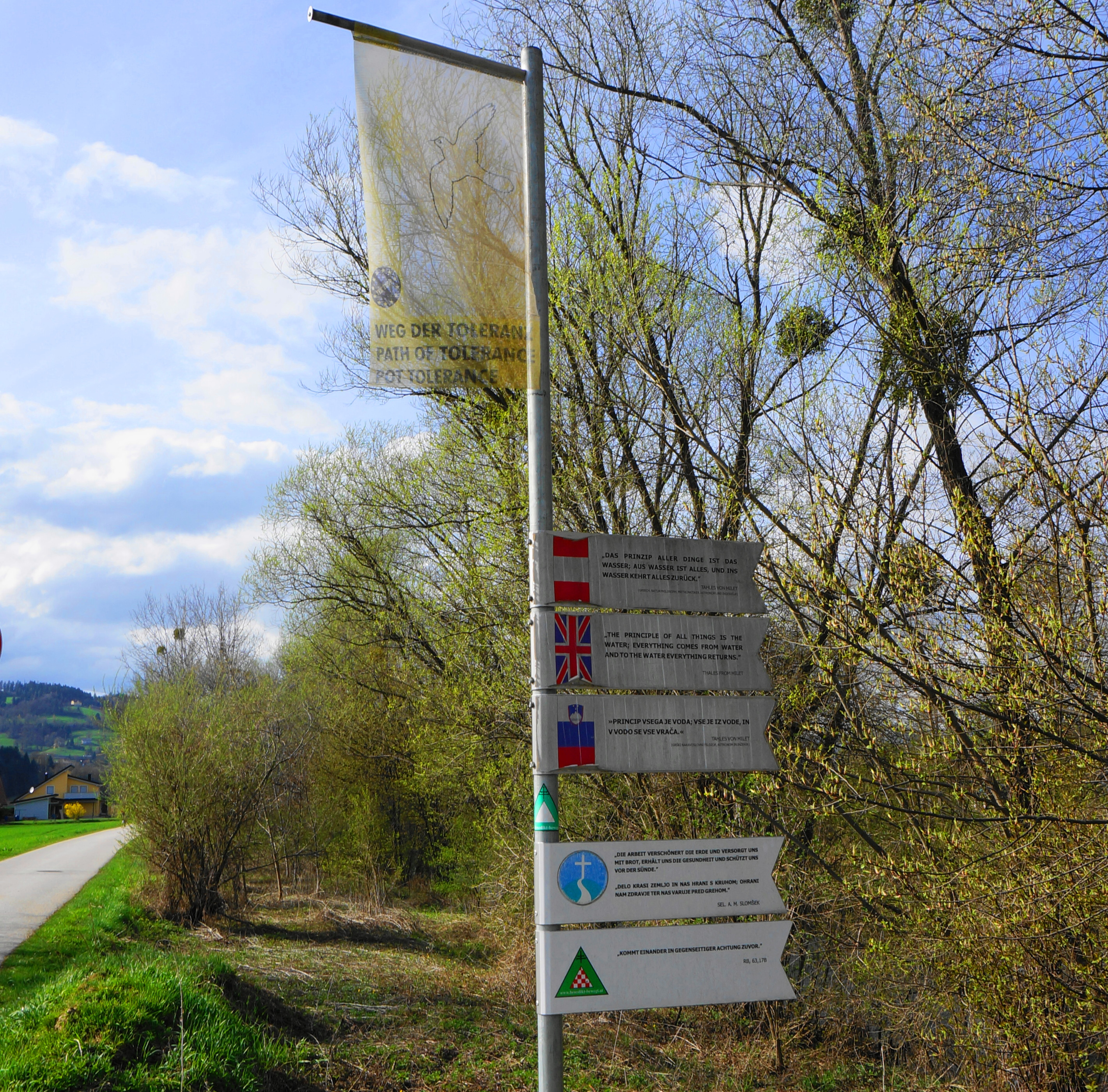
Benediktweg:
Etappe 7 (Weg der Toleranz) nach Sankt Paul im Lavanttal

Der österreichische Benediktweg verbindet die Bundesländer Oberösterreich, Steiermark und Kärnten sowie die benediktinischen Zentren Admont, Seckau und St. Paul im Lavanttal miteinander.
Der „Ursprungsweg“ von Spital am Pyhrn bis St. Paul im Lavanttal umfasst insgesamt 166 km, aufgeteilt auf 7 Tagesetappen, wobei es bei den ersten 3 Tagesetappen auch Alternativrouten gibt, da die Bergstrecken witterungsbedingt nicht immer zu begehen sind.
In Zusammenarbeit mit anderen Pilgerwegen soll der Benediktweg zukünftig einmal von der schottischen Abtei Pluscarden, dem nördlichsten europäischen Benediktinerkloster, bis nach Montecassino, dem italienischen Mutterkloster des Benediktinerordens und dem Grab des Hl. Benedikt, führen.

## Hintergrund
Der Weg ist nach dem Ordensgründer Benedikt von Nursia benannt. Die Kreuze, die die Kirchtürme von Spital am Pyhrn und Sankt Paul im Lavanttal zieren, tragen seinen Wahlspruch: „Crux Sancta Sit Mihi Lux, Non Draco Sit Mihi Dux“ (das heilige Kreuz sei mir Licht, nicht der Drache/das Böse sei mir Führer).
Das ehemalige Chorherrenstift Spital am Pyhrn war Ausgangspunkt jener Benediktinermönche, die 1809 das von Kaiser Joseph II. aufgehobene Stift St. Paul im Lavanttal wieder besiedelten und es zu einem geistigen und kulturellen Zentrum im kärntnerisch-slowenischen Grenzraum machten.

## Geschichte
Aus Anlass des 200. Jahrestags der Wiederbesiedlung des Stifts St. Paul im Lavanttal wurde im Jahre 2009 der Pilgerweg Benediktweg von Spital am Pyhrn nach Sankt Paul eingerichtet.
2011 wurde der Benediktweg nach Slowenien bis zum ehemaligen Benediktinerkloster Gornji Grad erweitert und steht unter dem Ehrenschutz von Stanislav Lipovšek, Bischof von Celje, und dem slowenischen Parlamentsabgeordneten Matjaž Zanoškar (Slovenj Gradec).
2023 wurde auch der Weg nach Norden quer durch Oberösterreich und weiter nach Bayern ausgeschildert.

## Ausgewählte Etappen
1. Etappe N07: 17,9 km, 7 Stunden, Stift Spital am Pyhrn – Stift Admont
2. Etappe N06: 21 km, 6 Stunden, Admont – Hohentauern/Sankt Johann am Tauern bzw. Triebental
3. Etappe N05: 35,5 km, 10–11 Stunden, Triebener Tauern – Abtei Seckau
4. Etappe N04: 23,9 km, 7 Stunden, Seckau – Weißkirchen in Steiermark/Wallfahrtskirche Maria Buch
5. Etappe N03: 29,9 km, 8 Stunden, Maria Buch – Reichenfels/Bad St. Leonhard im Lavanttal
6. Etappe N02: 20 km, 5,5 Stunden, Bad St.Leonhard – Wolfsberg
7. Etappe N01: 18 km, 4,5 Stunden, Wolfsberg – Stift St. Paul im Lavanttal
8. Etappe S01: 26 km, 7 Stunden, Sankt Paul im Lavanttal – Šentjanž pri Dravogradu/Gemeinde Dravograd
9. Etappe S02: 24 km, 6 Stunden, Sentjanz pri Dravogradu – Sveti Danijel/Razbor
10. Etappe S03: 23 km, 7 Stunden, Sventi Danijel – Gemeinde Nazarje
11. Etappe S04: 15 km, 4 Stunden, Nazarje – Gemeinde Gornji Grad